# Mickey's Craziest Adventures
Mickey's Craziest Adventures est un album de bande dessinée franco-belge  dessiné par Nicolas Keramidas, écrit par Lewis Trondheim d'après Walt Disney et colorisé par Brigitte Findakly, édité le 2 mars 2016 par Glénat dans la collection « Disney by Glénat ».

## Description

### Synopsis
Mickey et Donald doivent poursuivre Pat Hibulaire et Les Rapetou qui viennent de voler le coffre-fort de Picsou en le miniaturisant grâce à une machine inventée par Géo Trouvetou lui-même…

### Personnages
Mickey
Donald
Picsou
Géo Trouvetou
Dingo
Minnie
Commissaire Finot
Professeur Mirandus
Pat Hibulaire
Les Rapetou
Daisy

## Postérité

### Accueil critique
Fredgri de Sceneario dit de cet album qu'il est « bourré d'énergie créatrice, avec ce qu'il faut de petites références, qui mérite parfaitement son titre ! Une très très belle réussite qui intrigue par ses choix narratifs, mais qui reste un projet réellement très audacieux et passionnant d'un bout à l'autre ! ». Frédéric Rabe de Planète BD note que, « sous la griffe de Keramidas, le dessin dynamique dépasse évidemment du style graphique imaginé par Walt Disney et développé par Floyd Gottfredson. La mise en scène est explosive, la stylisation cartoonesque des personnages tire vers le Tex Avery. Cette version graphique très moderne donne du pep's à l’ensemble ». De même que Laurent Cirade de BD Gest' confirme que « Mickey’s Craziest Adventures est un régal qui rebondit sans arrêt, y compris après la dernière page intérieure, les protagonistes, en mouvement perpétuel, touchant rarement terre ». Anthony Roux du site Bulle d'encre partage également cet avis positif : « Une aventure en morceaux et à cent à l’heure. »

## Publication
- Édition originale : 44 planches, dos toilé avec vernis sélectif sur la couverture. Contient une introduction titrée "Un trésor oublié", puis les planches de l'histoire. Glénat, collection Disney by Glénat, 2016 (DL 03/2016)  (ISBN 978-2-344-01274-1)[6].

### Sources

#### Internet
- Mickey's Craziest Adventures, Interview de Laurent Cirade sur BD Gest'